# Кавус ибн Кей Кубад
Кавус ибн Кей Кубад (1348—1372) — Ширваншах, сын Кей Кубада, брат Султана Мухаммада.
Ширваншах Кей Кубад передал еще при жизни управление государством своему сыну Кавусу. Его отец искал поддержку у чобанида Малик Ашрафа утвердившегося в Азербайджане и Карабахе. В 1344/5 году в ставку Ашрафа в Карабахе прибыл Кавус ибн Кей Кубад, который был очень хорошо принят Ашрафом. Однако во время приема Ашраф неожиданно убил эмира Вефадара, сына одного из влиятельных феодалов Хаджи Шахребана. Эта жестокость сильно подействовала на Кавуса и он в ту же ночь бежал из Карабаха в Ширван. Малик Ашраф послал в Ширван послов Хадже Абдалхайа и Ахиджук-малика с ценными подарками — ноясом и тюрбаном, украшенными драгоценными камнями, и другими вещами для Кавуса и его отца Кей Кубада. Вместе с этим он сделал предложение жениться на дочери Кей Кубада. Ширваншах встретил гонцов с большими почестями, однако отказал Ашрафу. В ответ Малик Ашраф предпринял поход на Ширван, но встретив сопротивление Ширваншаха, вынужден был заключить мир с ним.
Зимой 1347/8 года Ашраф, обеспокоенный усилением Ширвана, решил предпринять ещё один поход. Сам он двинулся на Карабах, а на Ширван послал войска во главе с везиром Абдалхайа. Кей Кубад и Кавус вынуждены были бежать в одну из крепостей. Ашраф разорив Ширван, вернулся.
В 1356/57 году Кавус отправили гонцов к золотоордынскому хану Джани-беку просьбу начать борьбу с Ашрафом. Джани-бек с войском двинулся на Азербайджан против Ашрафа. К его войску присоединились Ширваншах Кавус и местные феодалы. Джани-бек разбил войско Ашрафа и, вступив в Тебриз, занял Азербайджан. По настоянию Кавуса Ашраф был казнён.
Ширваншах Кавус совместно со своим сыном Нодаром воевал также с ашрафидскими феодалами, возглавляемыми эмиром Ахиджуком. К Кавусу присоединились также местные правители Аррана и Карабаха. В сражении в Джуи-ноу на Мугани Кавус и союзники разбили Ашрафидов. Позже на мосту реки Аракс между Кавусом и эмиром Ахиджуком был заключён мирный договор.
Этот период ознаменовался усилением Джелаиридов и захватом Азербайджана султаном Увейсом. Ширваншах Кавус вынужден был подчиниться и признать вассальное положение Ширвана. Однако в 1364/5 Кавус восстаёт против Увейса. В 1366/67 султан Увейс послал в Ширван Байрам-бека и других эмиров во главе джелаиридского войска. В течение 3 месяцев они грабили и разрушали Ширван. Ширваншах вынужден был сдаться Байрам-беку. Вскоре султан Увейс вновь назначил Кавуса правителем Ширвана и обязал платить ежегодно дань.